# Bustafunk
Bustafunk – francuska grupa muzyczna, która powstała w 1998 w Paryżu we Francji.

## Członkowie
- Gaël Queffurus
- Lou Valentino

## Historia
Zespół powstał w 1998 roku. Pierwszy i jak na razie jedyny album ukazał się w 2001 roku. W 2002 roku Bustafunk miał duży wkład w produkcji soundtracku do Zakręconych gliniarzy.

## Albumy
- 2001 - Bustafunk

## Single i EP
- 1998 - I Need Money / Funkadelicious (12”)
- 1998 - Black Sugar (12”)
- 1998 - Funky Flava / French Connection (12”)
- 1999 - Love Can't Turn Around
- 1999 - Back To The Old School (12”)
- 2000 - Funkyllenium
- 2001 - Bustafunk feat. Roachford - Run Baby Run
- 2002 - Addicted To You
- 2002 - 2U / 4U (12”)
- 2003 - Funky Cops